# 97
| [ Edytuj tabelę ] |                         |
| Cesarz Chin       | - 88 Han Hedi 106       |
| Król Daków        | - 87 Decebal 106        |
| Władca Korei      | - 53 T’aejodae 146      |
| Król Nabatei      | - 70 Rabel II Soter 106 |
| Papież            | - 91 Klemens I 101      |
| Król Partów       | - 78 Pakorus II 105     |
| Cesarz Rzymu      | - 96 Nerwa 98           |

Rok 97 / XCVII
stulecia: I wiek p.n.e. ~
I wiek ~
II wiek

lata: 87 «
92 «
93 «
94 «
95 «
96 «
97
» 98
» 99
» 100
» 101
» 102
» 107

## Wydarzenia
Europa
- 27 października – cesarz rzymski Nerwa adoptował Trajana, początek okresu cesarzy adopcyjnych.
- Nerwa stworzył ustawy socjalne.
- Nerwa nadał prawa miejskie fortecy Glevum (dzisiejsze Gloucester w Anglii).
- Gnaeus Pompeius Longinus był legatem w Panonii.

Azja
- Chiński generał Ban Chao na czele ekspedycji 70 tysięcy żołnierzy dotarł do Morza Kaspijskiego. Jego poseł Gan Ying sporządził opis kraju Daqin, kojarzonego z Cesarstwem Rzymskim.

## Zmarli
- Dou, chińska cesarzowa
- Tymoteusz, uczeń świętego Pawła